# Burnett megye
Burnett megye az Amerikai Egyesült Államokban, azon belül Wisconsin államban található. Megyeszékhelye Siren, legnagyobb városa Grantsburg. Lakosainak száma 16 526 fő (2020. április 1.). Burnett megye Douglas, Washburn, Barron, Polk, Chisago és Pine megyékkel határos.

## Népesség
A megye népességének változása:
| Lakosok száma | 15 430 | 15 505 | 15 366 | 15 333 | 15 159 | 16 526 |
|               | 2010   | 2011   | 2012   | 2013   | 2015   | 2020   |